# Алфредо Колито
Алфредо Колито (на италиански: Alfredo Colitto) е италиански преводач и писател на произведения в жанра исторически роман, исторически трилър и криминален роман. Ползвал е псевдонима Алфредо Серени (Alfredo Sereni).

## Биография и творчество
Алфредо Колито е роден през 1958 г. в Кампобасо, Италия. Получава докторска степен по история на изкуството и литература.
На тридесет години решава да преосмисли жинота си и решава да последва страстта си към пътуванията. Обикаля света (вкл. Индия и Непал) и прекарва няколко години в Мексико, а по-късно се установява в Болоня.
Първият му роман, медицинският трилър „Aritmia Letale“ (Смъртоносна аритмия), е издаден през 2003 г. под псевдонима Алфредо Серени.
Романът му „Cuore di ferro“ (Желязно сърце) от поредицата „Мондино де Луци“ е издаден през 2009 г. Той е вдъхновен от историческата личност на Мондино де Луци, първият лекар от Ренесанса в Италия, който възражда анатомията и хирургията.  В историята жертва е рицар тамплиер, а сърцето му е превърнато в блок от желязо. Заедно със своя ученик Херардо, те трябва да разкрият мистерията, и да надхитрят както безмилостните инквизитори, така и отмъстителните тамплиери, ако иска да спрат убиеца. Романът е номиниран и финалист за наградата „Емилио Салгари“. Вторият роман от поредицата, „I discepoli del fuoco“ (Учениците на огъня), получава наградата „Фидели“ за криминална литература.
Произведенията на писателя са преведени в над 20 страни по света. Той е член-основател на училището за творческо писане „Zanna Bianca“ (Белият зъб) в Болоня, където преподава. Член е на Асоциация на писателите от Болоня и на Международната асоциация на писателите на криминални романи.
Алфредо Колито прави преводи от английски и испански на произведения на Мигел Руис, Тана Френч, Майкъл Конъли, Дон Уинслоу, Хилари Клинтън, Крис Павоун, Джон Вердън, Нийл Доналд Уолш, Браян Фрийман, Мик Херон, Коуди Макфейдън, Дъглас Копланд, Стефани Мерит, Кандис Фокс, Абир Мукерджи, Саймън Тойн, Роджър Хобс, Марк Билингам, Кейт Куин, Джеймс Елрой, Джо Р. Лансдейл, Джоузеф Нокс, Джина Волсдорф, Лорънс Блок, Брайън Панович, Джес Уолтър, Кенет Фиъринг, Уилям Макилвани, Нечама Тек, Лави Тидхар, Стив Ериксън, Стивън Ледър, Стенли Мидълтън, Дерек Хаас, Тоби Лит, Никълъс Блинко, Малу Уакуха дел Торо и Норман Мейлър. Работи за някои от най-големите италиански издателства.
Алфредо Колито живее със семейството си в Болоня.

## Произведения

### Самостоятелни романи
- Aritmia Letale (2003) – като Алфредо Серени[2]
- Bodhi Tree. L'albero dell'illuminazione (2004)[4]
- Café Nopal (2005)[5]
- Duri di Cuore (2008)
- Il candidato (2009)
- L'Elixir des templiers (2012)
- La porta del paradiso (2013)
- La compagnia della morte (2014)
- Peste (2014)
- Brevetto di morte (2014)
- Le Grimoire de l'ange (2018) – с Лора Бриньон

### Серия „Мондино де Луци“ (Mondino de’ Liuzzi)
1. Cuore di ferro (2009) – издаден и като „Inquisition“[1][2][4]
2. I discepoli del fuoco (2010) – награда „Фидели“[5]
3. Il Libro dell’Angelo (2011)
Книгата на ангела, изд.: „Матком“, София (2016), прев. Весела Цалова
4. Il segreto dell'alchimista (2022)

### Новели
- La sfida (2012)

### Участие с разкази в сборници и антологии
- Killers & Co. (2003)[2][4]
- EnoKiller (2005)
- Il ritorno del Duca (2007)
- History & Mystery (2008)
- Seven ()
- Anime Nere Reloaded (2008)
- Giallo panettone (2012)
- Cuore di tigre (2013)
- Anno Domini (2014)